# Offshore-Netzumlage
Die Offshore-Netzumlage ist seit 2013 ein Bestandteil des Strompreises für Letztverbraucher in Deutschland. Sie wird als gesonderter Betrag auf der Stromrechnung ausgewiesen. Die Umlage wurde wegen möglicher Entschädigungszahlungen an Betreiber von Offshore-Windparks eingeführt, die für die verspätete Anbindung an das Übertragungsnetz an Land oder wegen lang andauernder Unterbrechungen der Anbindung zu zahlen sind. Seit dem 1. Januar 2019 enthält die Umlage zusätzlich auch die Kosten für die Errichtung und den Betrieb der Anbindungsleitungen, die seitdem nicht mehr in den Netzentgelten enthalten sind.
Bis 2018 wurde die Umlage als Offshore-Haftungsumlage bezeichnet.
Die Umlage wird von den anbindungsverpflichteten Übertragungsnetzbetreibern (Tennet TSO, 50Hertz Transmission und Amprion) auf Grundlage von § 17f des Energiewirtschaftsgesetzes i. V. m. dem Energiefinanzierungsgesetz ermittelt und existiert seit 2013. Betreiber von Offshore-Windparks, die sich eine ausgeschriebene Fläche im dynamischen Gebotsverfahren nach Windenergie-auf-See-Gesetz gesichert haben, zahlen an den jeweiligen Netzbetreiber eine Stromkostensenkungskomponente über einen Zeitraum von 20 Jahren zur Senkung der Umlage.

## Entwicklung der Umlage in Ct/kWh
| 1 0,8 0,6 0,4 0,2 0 -0,22015-0,0510,04020162017-0,0280,03720180,41620190,41620200,39520210,41920220,59120230,65620240,8162025 |

Quelle: Bundesnetzagentur